# 城市铁路线

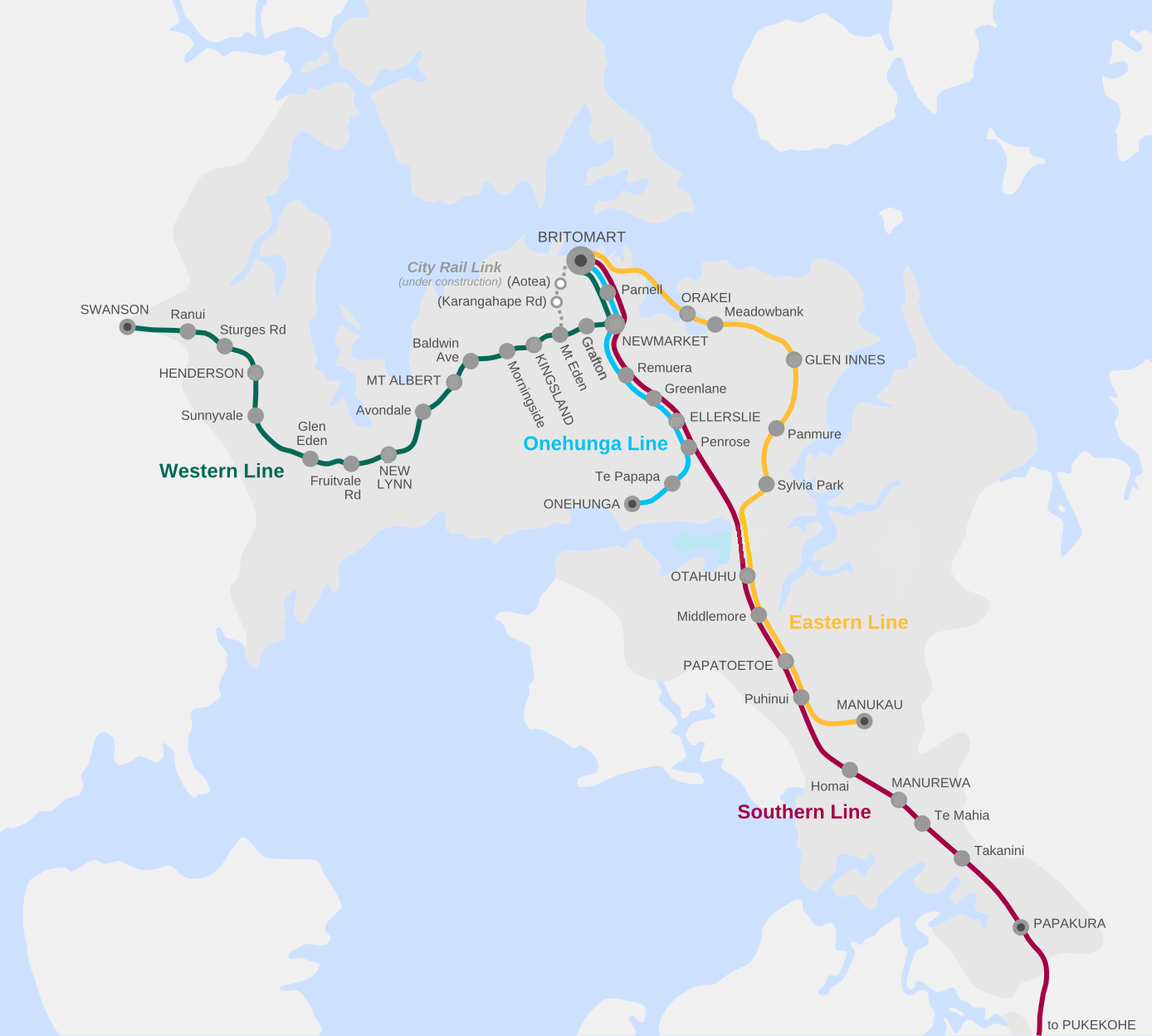
根據截至2017年3月12日的資料，奧克蘭鐵路網絡中已有和計劃中的路線連接Waitematā和Maungawhau車站

城市铁路线( CRL ) 是目前正在新西兰奥克兰建设的铁路项目。該項目的主要部分是一個長約3.5公里（2.2英里）的雙軌鐵路隧道，位於奧克蘭市中心的地下，連接懷特瑪特（Waitematā）和芒格豪（Maungawhau）火車站之間。為了服務市中心地區，計劃建設兩個新的地鐵站：位於Aotea廣場附近的Te Waihorotiu站和位於Karangahape路附近的Karanga-a-Hape站。此外，Waitematā火車站將從終點站變為直通站，Mount Eden站將被Maungawhau站所取代，後者是一個設有四個月台的新車站，作為新的城市铁路线( CRL )和現有的西線之間的換乘站。
目前的城市鐵路線項目是對先前提議的改進版本，旨在改善通往奧克蘭市中心的鐵路通道。這個提議可以追溯到上世紀20年代。隨著21世紀初奧克蘭鐵路客運量的增加，特別是在2003年Britomart交通中心啟用後，人們再次對這個計劃產生了興趣。 2012年，奧克蘭空間規劃強調了城市鐵路線作為奧克蘭最重要的交通投資，並得到了公眾的廣泛支持。然而，該項目的計劃和資金一直存在爭議。
2013年6月，中央政府宣布支持城市鐵路線項目，並將開工日期確定為2020年，比奥克兰市议会最初希望的2016年開工日期推遲了四年。總理約翰基於2016年1月宣布，中央政府已確認對該項目的資金支持，並允許奧克蘭市議會從2018年開始進行主體工程建設，並承諾中央資金將從2020年開始投入。該項目的初步階段工程於2016年開始，包括商業灣附近雨水基礎設施和隧道的搬遷。城市鐵路線計劃預計將於2025年完工。

## 历史

### 1920 年代晨邊隧道
在上世紀20年代，嚴謹的城市鐵路規劃方案開始出現。最初的方案估計了一條長約1.75英里（2.82公里）的隧道，預計耗資60萬英鎊。到了1936年，鐵道部部長丹·沙利文提出該計劃的成本約為100萬英鎊，此外還需要100萬英鎊用於鐵路網絡的電氣化。他表示對隧道是否能夠從鐵路的角度支付費用表示懷疑，但承認可能還有其他好處和更廣泛的因素需要考慮。當時該計劃被稱為"晨邊隧道"，以擬議的南部入口位置命名。

### 1970 年代的快速铁路系统
在1970年代，奧克蘭市的規劃中包含了一條連接紐馬克特的環形路線的設想，作為當時市長Dove-Myer Robinson提出的主要快速交通計劃的一部分。這個計劃提出了兩個主要車站：一個位於市中心皇后街和肖特蘭街十字路口附近，第二個位於皇后街和市長大道之間，大約在Aotea廣場和阿爾伯特公園之間。還計劃在Karangahape路建立第三個城市車站，但這只是為西線提供停靠。然而，該計劃面臨了市議會的阻撓，學者的批評以及紐西蘭城市規劃研究所的反對。最終，在1976年，馬爾登政府以成本過高為理由拒絕了該計劃。
1979年，奧克蘭市議會的規劃人員提出了一項替代計劃，涉及從當時的海灘路火車站到Britomart巴士站（今天的Waitematā火車站）的高架鐵路。奧克蘭市長Dove-Myer Robinson爵士指出，中央政府剛剛投資了3300萬美元購買新的惠靈頓市郊列車（EM級Ganz-Mavag列車），而高架鐵路計劃將"大大降低成本，同時提供更大的潛力"。奧克蘭地區管理局支持該計劃，但也希望看到更多有關地面選項的研究工作。

### 2000 年代铁路复兴 / Britomart
在2004年，奧克蘭市議會制定了一項初步計劃，計劃建設一條地下鐵路，連接Britomart交通中心和位於伊甸山火車站附近的西線。該計劃還包括建設三個新的車站，分別位於Aotea廣場、Karangahape路和Symonds街的頂部。這個項目的實施將使市中心的大部分地區都能夠輕鬆抵達車站，同時還將增加約37萬人口的居民能夠在30分鐘的火車行程內到達市中心。
奧克蘭鐵路網絡的電氣化決策使隧道再次成為人們關注的焦點，因為它是發展奧克蘭鐵路網絡的關鍵下一步。這個項目的預計成本約為15億紐西蘭元（或根據其他估計高達24億美元），並需要12-16年的時間來進行規劃和建設。這個計劃的實施將為奧克蘭提供現代化、高效的鐵路系統，提高公共交通的可靠性和便利性。
在2008年3月5日，奧克蘭地區交通管理局（ARTA）宣布了一項初步規劃，計劃在Britomart和Mount Eden之間建設一個長約3.5英里（2.2英里）的隧道，位於Albert Street下方。該隧道計劃包括在Wellesley Street和Karangahape Road附近建設地鐵站 。預計該站將比Britomart更大，並能容納更多乘客（預計每個高峰小時可達到7,700人）。到2008年10月，ONTRACK表示已與Westfield Downtown（後來更名為Downtown Shopping Centre）的業主達成了初步協議，允許隧道路線穿過擬議重建的地基。這一計劃的實施將為奧克蘭提供更為便捷和現代化的城市鐵路系統。 
2009年和2010年，關於未來隧道的討論變得更加熱絡，新奧克蘭市議會的兩位市長候選人約翰·班克斯（John Banks）和倫·布朗（Len Brown）都將隧道作為他們選舉政見的一部分。班克斯指出，隧道吸引的成本效益回報遠高於許多類似規模的道路建設項目，並將為市中心提供更好的交通選擇。 布朗強烈支持隧道的建設，並提出了一個綜合方案，其中包括連接奧克蘭機場的鐵路，旨在在15年內使公共交通乘客數量翻倍。 2010年，新西蘭交通部長史蒂文·喬伊斯（Steven Joyce）警告奧克蘭人不要陷入一廂情願的想法。部長的評論涉及城市鐵路線（以及其他鐵路投資），這與政府專注於實施具有國家重要性的道路項目的背景形成對比，被認為具有政治風險，因為它與奧克蘭廣泛支持改善公共交通的觀點相悖。 在布朗持續不斷地遊說中央政府獲得支持之後，這個計畫得到了發展的機會。

### 2010年代的命名和设计
在2010年3月，KiwiRail/ARTA選擇了一條首選路線，其中包括三個車站："Aotea"（位於Victoria Street和Wellesley St之間的Albert St下方）、"K Road"（位於Pitt St下方與Karangahape Rd毗鄰）和"Newton"（位於上Symonds St，位於Khyber Pass Road/Newton Rd交叉口和New North Rd/Mt Eden Rd交叉口之間），估計成本在10億至15億美元之間。 2011年5月，政府指出，在審查了該項目的初始提案後，對隧道的經濟效益持懷疑態度。交通部長史蒂文·喬伊斯指出，他不會阻礙奧克蘭繼續規劃和路線指定工作，只要奧克蘭支付所需的經費。 2011年6月，奧克蘭市議會投票批准撥款200萬美元用於隧道的規劃和路線保護，由奧克蘭交通局承擔經費，而不是由KiwiRail承擔。
2012年3月，奧克蘭市議會決定提前撥款2012-2013年預算，以繼續推進對最終路線的調查工作。其中630萬美元用於進行岩土工程調查、公用事業和建築評估、污染場地報告以及鐵路運營建模等工作，另外170萬美元用於提供政府要求的商業提案。這些資金的投入旨在進一步推進城市軌道交通計劃的規劃和準備工作。  
在2012年7月，作為最終路線的一部分，奧克蘭市議會公佈了四個車站的位置。這其中包括在當前西線（Dominion Road 以西）上考慮的一個之前未列入計劃的車站位置。這個車站被指定為一個換乘站，為那些希望向紐馬克特方向出行的乘客提供換乘服務，以便在隧道建設時，南端沒有"東線"時，火車可以離開隧道向東行駛。然而，後來奧克蘭交通局決定放棄該車站，並在路線 文件中保留了"東線"的規劃。 
2013年6月，中央政府宣布支持奧克蘭城市軌道計劃，但開工日期推遲至2020年，而不是之前預期的2015年。政府表示，如果奧克蘭中央商務區的就業和鐵路客流量增長超過預期的閾值，並且增長速度較快，他們將考慮提前開始項目的建設。這意味著政府將根據情況評估是否可以加快項目的進展，並在合適的時候作出決策。 
2013年7月8日，在Britomart交通中心開業10週年的典禮上，奧克蘭市議會和市中心購物中心的新業主達成共識，計劃在購物中心下方修建一段隧道。這項計劃計劃於2016-2017年進行，該段隧道的最長長度可達100米。這一決定表明市議會和購物中心的業主對推動奧克蘭城市軌道計劃的支持，並願意與相關方面合作以實現這一目標。 
在2014年8月1日，奧克蘭交通局宣布對城市軌道計劃進行了重大的設計變更。根據這一變更，計劃放棄在牛頓站建設地下車站，而是對伊甸山站進行重大升級。這一決策旨在節省建設成本並減少奧克蘭交通局購買土地的需求，從長遠來看還可以節省運營成本，總節省金額超過1.5億紐幣。同時，這一變更還將使伊甸山站與之前規劃的城市軌道線路相連，並且避免了鐵路線路的交叉。伊甸山站的城市軌道平台將會建在露天溝渠中，類似於New Lynn站的設計。這些調整旨在優化項目的效益和可持續性，並提供更加經濟高效的解決方案。 
2016 年 1 月 27 日，约翰基总理在他的國情咨文中宣布，中央政府已確認對城市軌道計劃主體工程建設提供資金支持。這一決定使得奧克蘭市議會能夠從2018年開始進行主體工程的建設，而中央政府的資金將從2020年開始提供。當時的評論反映出一種觀點，即執政的国家党延遲同意中央政府為該項目提供資金，而主要反對黨議會黨（工党、绿党和新西兰优先党）則承諾立即實施建設，並將時間表更加緊密地與市議會的計劃保持一致。這一決策標誌著政府對城市軌道計劃的支持，並為項目的進展提供了資金保證。 

### 城市鐵路有限公司
2017年6月30日，財政部長Steven Joyce和交通部長Simon Bridges與奧克蘭市長Phil Goff簽署了成立城市鐵路有限公司（CRLL）的協議。從2017年7月1日起，該公司負責推進城市軌道交通項目。喬伊斯先生表示，由一個實體公司來運營該項目非常重要，CRLL將由中央和地方政府共同擁有。
在2017年的預算中，政府為城市鐵路線撥款了4.36億美元。

### 流量預測促使月台擴建
根據計劃，城市鐵路線（CRL）每小時可運送36,000名乘客，並預計在2045年達到這一水平。然而，2018年7月，城市鐵路有限公司（CRLL）修訂後的預測顯示，在2035年客流量將達到36,000人次，意味著僅僅在開通後的10年內就會達到原本預期的數字。
儘管列車可以通過將三節車廂組合在一起來增加額外的容量，但最初的規劃並未考慮到CRL站台的長度是否足以容納九節車廂的列車。因此，提議對車站站台進行延長，以便乘客可以搭乘更長的列車，並且計劃在Beresford廣場建造一個入口，以補充Karanga a Hape站的Mercury Lane入口。
如果在CRL開通後再進行站台延長改造工作，額外的成本可能會達到數億美元。此外，提早進行改建可以避免在未來幾年內月台關閉所造成的損失。這些調整將增加CRL的容量，使其每小時可容納54,000名乘客，以應對未來的客流增長。

### 车站命名
2022 年 5 月，CRL Mana Whenua社群为这些车站進行命名。  这些命名反映了该地区的毛利历史：Britomart 的 Waitematā、Aotea 的 Te Wai Horotiu、Karangahape 的 Karanga a Hape 和伊甸山的 Maungawhau。  
奧克蘭交通局與城市鐵路公司一同向紐西蘭地理委員會（Ngā Pou Taunaha o Aotearoa，NZGB）提交了一些建議的車站名稱，以便獲得許可。2022年8月，董事會做出了以下決定：將非官方名稱"Britomart"更改為新的官方名稱"Waitematā"；接受"Te Wai Horotiu"的建議，並將其更改為"Te Waihorotiu"，以符合國家和te reo Māori正字法標準；接受"Karanga a Hape"的建議，並將其更改為"Karanga-a-Hape"，以符合國家和te reo Māori正字法標準；非官方名稱"Mount Eden"被廢棄，取而代之的是官方的雙重名稱"Maungawhau / Mount Eden"。
2023年3月，紐西蘭地理委員會（NZGB）宣布了土地信息部長Damien O'Connor的決定。根據董事會的建議，Te Wai Horotiu和Karanga a Hape被分別更改為Te Waihorotiu和Karanga-a-Hape。 Britomart也發生了變化，正式成為Waitematā火車站。然而，部長打破了委員會的建議，決定將伊甸山車站僅稱為"Maungawhau"，而不是像委員會建議的那樣使用"Maungawhau / Mount Eden"的雙重名稱。

## 商业模式
CRL的經濟可行性是最具爭議的方面之一。關於這個問題的結論存在很大的差異，這取決於是否考慮了一些輔助項目，是否假設了除純粹交通影響之外的經濟利益（例如土地價值增長），以及利益計算所採用的時間範圍。委員會的專家指出，紐西蘭的計算方法採用了30年的截止期（即認為隧道在30年後不再具有任何好處），儘管奧克蘭早期的鐵路和公路基礎設施的服務壽命要比30年長得多。相比之下，如果採用50年（澳大利亞使用）或60年（英國使用）的評估期，城市軌道交通項目的總體收益預計會比30年高出6倍左右的時間範圍。 
"市中心未來交通研究"（CCFAS）是由奧克蘭交通局於2012年12月準備並發布的。 CCFAS分析了改善奧克蘭市中心交通的多種方式，並得出結論認為CRL是不可或缺的。該研究指出，僅進行公交投資將在短期內帶來一些好處，但從長遠來看，這可能比不採取任何措施更糟糕，因為交通擁堵會導致車輛行駛時間的增加。  2013年7月，交通局董事會同意將交通項目的評估期延長到40年，但將貼現率從8%降低到6%。這意味著他們將更長時間地考慮項目的效益，並更加重視未來收益的影響。 

### 好处
城市轨道交通的主要好处是：
- 將Waitematā火車站從终点站轉變為直通站，[49]這將使現有列車容量增加一倍以上，預計每小時火車數將從2016年的20列增加到48列。[50]這也將使火車在現有郊區路線的班距縮短為每五分鐘一班。
- 在奧克蘭中央商務區提供兩個新的火車站，即Te Waihorotiu和Karanga-a-Hape，以方便市中心大部分地區乘坐快速列車，從而改善整體旅行時間。這將促進這些地區的經濟活動和發展，並緩解預計的交通限制。
- 通過消除前往Newmarket和中央商務區東部的需要，大大減少了西線行程的時間。[3]
- 允許城市之間的鐵路線通過隧道直接連接，提供便捷的跨城鐵路交通。
- 提供足夠的火車容量，以便將新線路添加到路網中，包括但不限於其他長期項目，如機場鐵路或北岸鐵路。
- 火車通達中央商務區的奧克蘭人口將增加一倍，使得市民能夠在30分鐘內乘坐火車到達中央商務區。[49]
- 增加Waitematā站的月台長度，以容納9節車廂（目前最多只能容納6節車廂），並在新車站建造9節車廂長度的月台。[51]

根據2018年進行的一項研究，城市鐵路線將為奧克蘭南部、東部和西部較貧困地區的居民提供獲得經濟機會的機會。這意味著這些地區的居民將能夠更輕鬆地前往市中心和其他商業中心，參與就業機會、教育和其他經濟活動。 

### 成本估算
該項目最初估計的成本為23.11億美元，而經常被引用的成本為28.6億美元，這是在建造年份後進行的估算，考慮到了一些額外的項目和改進。原始估算的成本包括連接三個車站的隧道（其中一個深層牛頓車站後來被拆除），以及一些額外的項目，例如增加火車數量、將Onehunga支線擴建為雙軌道，並對奧克蘭鐵路路網進行一些小的改進。這些額外的項目的目的是進一步增加奧克蘭鐵路網絡的容量，以實現該項目帶來的主要好處。因此，成本的差異是由於在建造過程中對項目進行了一些調整和改進所致。
2016年9月，政府正式確認其將資助城市鐵路計劃中擬議的50%份額。城市鐵路線的成本隨後被重新估算為28億至34億美元之間，具體取決於剩餘合同的招標情況。
據透露，截至2019年4月中旬，該項目的成本增加了超過10億美元，達到了44.19億美元。  然而，到了2023年，CRL宣布該項目的當前成本估計為54.93億美元。 

## 預估时间表
2012 年 2 月，奥克兰市议会公布了城市铁路线的以下项目时间表：
- 2010 进行CRL项目的初步研究
- 2011 对初步研究进行回顾，并进行进一步的可行性调查，成立各個項目的負責小組
- 2012 确认CRL的路线
- 2013 提交通知要求(NOR)和同意申请，并进行物业购买
- 2014 开始项目招标程序
- 2015–20 建设階段
- 2020/21 CRL正式开通[56]

根據CRL首席執行官Sean Sweeney博士在CRL網站上的表態，由於COVID-19的影響，CRL項目的完成時間已經重新安排到2024年，   並且這可能會對項目的成本和完成產生重大影響。這些影響預計在2022年底或2023年初變得更加明顯。  交通部長邁克爾伍德在2023年表示，CRL的建設計劃在2025年11月完成，但隨後項目將移交給奧克蘭交通局和KiwiRail進行相關的工作。因此，原先的時間表已經被調整。 

## 施工方法
城市鐵路線的建設使用了明挖法和明挖法(TBM)方法，根據施工地點的不同進行工程的進行。隧道的穿越地面的深度在40米到0米之間，介於岩石和軟土之間。明挖施工主要集中在現有的Mount Eden火車站周圍和Eden Terrace郊區，形成了城市鐵路線與北奧克蘭線的交界處。從交叉路口向北延伸的雙孔隧道穿越Mayoral Drive，然後再向北延伸至艾伯特街下方，並轉向東邊，進入重建後的市中心購物中心下方，最終抵達懷特瑪塔。
在2019年11月，公眾獲得參觀隧道內部的機會。然後在2023年，政府確定了該項目將於2025年完工。屆時，該項目將移交給奧克蘭交通局。奧克蘭交通局和KiwiRail將宣布與CRL相關的工作何時完成。
這條城市鐵路線主要穿越東海岸海灣地層，該地層由砂岩和粉砂岩構成。根據預測，從2020年開始，預計會產生200萬噸的廢土，已經提議將這些廢土用於跨越旺格馬里諾濕地的北島主幹線單軌路段的填築工程，以達到資源的再利用和環境保護的目的。
在阿爾伯特街周圍的一些土地所有者，包括司法部在阿爾伯特街經營奧克蘭地方法院的部門，表達了對明挖隧道建設的擔憂。他們擔心在兩年內，明挖隧道的施工將乾擾阿爾伯特街沿線的行人和車輛交通，並表示沿街的某些十字路口將關閉長達18個月。此外，懲教部還表達對於南端明挖工程中的諾曼比路平交道口的斜坡分隔可能會切斷通往伊甸山監獄的通道的擔憂。。 

## 施工
2015年4月7日，兩個建築財團獲得了啟動城市軌道交通第一階段建設的合同。  Britomart 和 Wyndham Street 之间的早期工程包的建设于 2015 年 10 月开始 在2015年10月開始，Downer聯營企業（Downer NZ和Soletanche Bachy）被選中設計Waitematā車站以及從皇后街延伸至Precinct Properties市中心購物中心工地的鐵路工程，並於2016年初開始施工。 Connectus財團（McConnell Dowell和Hawkins）將負責在阿爾伯特街地下和沿線建造從Customs St到Wyndham St的明挖隧道。這項工作於2015年10月開始，並遷移了阿爾伯特街的Swanson和Wellesley Sts之間一條主要的雨水管線。 這些隧道建設的路段將與Precinct Properties對市中心購物中心的重建同時進行，購物中心預計於2019年年中開放。